# Dosis-Wirkungs-Kurve

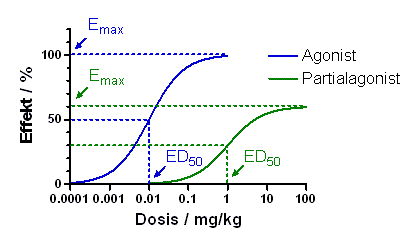
Dosis-Wirkungs-Kurve für einen Agonisten und einen Partialagonisten

In der Wissenschaft beschreiben Dosis-Wirkungs-Kurven graphisch den Zusammenhang zwischen der verabreichten Dosis einer Maßnahme und der daraus resultierenden Wirkung. Diese Wirkung kann sich dabei auf ein Individuum beziehen oder auf eine Gruppe von Individuen. Es wird unterschieden zwischen monotonen und nicht-monotonen Kurven. Anwendung findet die Dosis-Wirkungs-Kurve bspw. in der Pharmakologie, Ökologie und der Umweltökonomik

## Dosis-Wirkungs-Kurve für ein Individuum
Auf der Abszisse ist die Dosis (Menge) (bei einer Konzentrations-Wirkungs-Kurve, die Konzentration) aufgetragen – meist in logarithmischer Form, auf der Ordinate die Wirkung in Prozent. Dabei gilt der Maximaleffekt eines vollen Agonisten als 100 %. Aufgrund der logarithmischen Auftragung auf der Abszisse ist der Verlauf der Kurve in der Regel sigmoidal („S“-förmig). Aus einer solchen Dosis-Wirkungs-Kurve lassen sich drei Parameter ablesen:
- die Wirkstärke oder Potenz. Sie gibt an, welche minimalen Dosen (oder Konzentrationen) eines Wirkstoffs nötig sind, um einen gewünschten Effekt zu erhalten.
- der Maximaleffekt eines Wirkstoffs (streng mathematisch betrachtet, nähert sich die Kurve dem Maximaleffekt asymptotisch an). Der Maximaleffekt ist auch ein Maß der intrinsischen Aktivität eines Wirkstoffs.
- Die Steilheit der Kurve gibt Auskunft darüber, wie breit das Spektrum zwischen einer minimal messbaren Wirkung und der Maximalwirkung eines Medikamentes ist.

Eine solche Dosis-Wirkungs-Kurve stellt eine Integration dar, in die die Pharmakokinetik, die Konzentrations-Bindungs-Kurve und die Bindungs-Wirkungskurve eingehen. Trägt man die Dosis-Wirkungskurven mehrerer Medikamente in einem Diagramm ein, so kann man deren Eigenschaften miteinander vergleichen.

## Dosis-Wirkungs-Kurve für eine Gruppe von Individuen
Eine Dosis-Wirkungs-Kurve kann auch die Wirkung einer Dosis auf eine Gruppe von Individuen beschreiben. Auch hier wird dazu auf der Abszisse die Dosis, meist in logarithmischer Form, aufgetragen. Auf der Ordinate wird der prozentuale Anteil der Individuen der Gruppe aufgetragen, der bei der entsprechenden Dosis die erwünschte therapeutische Wirkung zeigt. Bei einer solchen halblogarithmischen Auftragung resultieren wiederum „S“-förmige (sigmoidale) Kurvenverläufe. 
Aus einer solchen Dosis-Wirkungs-Kurve kann die Effektivdosis (Wirkdosis) abgelesen werden. Sie gibt die Dosis an, bei der ein bestimmter Anteil an Individuen die erwünschte therapeutische Wirkung zeigt. Die mittlere Effektivdosis (ED50) gibt beispielsweise an, welche Dosis bei 50 % der Individuen zur erwünschten therapeutischen Wirkung führt.
Eine Dosis-Wirkungs-Kurve kann in entsprechender Weise auch wiedergeben, für welchen Anteil der Individuen eine Dosis letale Folgen hat. Analog zur Effektivdosis lässt sich damit auch die letale Dosis definieren (etwa LD50).
Da die Auftragungsweise identisch ist, können beide Dosis-Wirkungs-Kurven (für Effektivdosis und für Letaldosis) in ein Koordinatensystem eingetragen werden. Aus dem Schaubild kann dann die therapeutische Breite von Wirkstoffen abgeschätzt werden.